# ساشال سارماست
القدّيس الشَّيْخ عَبْدُ الوَهَّابِ الفَارُوقِي المَعْروف بِلَقَبِ ( سَاشَالْ سَارْمَاسْتْ ) (بالسندية: سچل سرمست)- (1739=1152 هـ-1827=1243 هـ) هو فيلسوف صوفي سندي من القرن الثامن عشر والقرن التاسع عشر، وشاعر من دارازا (السند الحالية، باكستان)، ويُنظر إليه على أنه شخصية مهمة في أدب اللغة السندية. ويحظى بالتبجيل في جميع أنحاء باكستان، كتب ساشال سارماست الشعر بسبع لغات: اللغة السندية، اللغة السرائيكية، اللغة الفارسية، اللغة الأردية، اللغة البلوشية، اللغة البنجابية، اللغة العربية، ساهم كثيرا في الشعر السندي أيضًا. يُزعم أن نسبه من الخليفة الثاني للإسلام السني الراشدي عمر بن الخطاب، كما له تأثير كبير في شعراء السنديين والسرائيكيين ويقام مهرجان سنوي لمدة ثلاثة أيام لإحياء ذكرى وفاة ساشال سارماست في دارازا شريف، بدءًا من اليوم الثالث عشر من شهر رمضان ويُعرف بالقاب كبيره مثل (ساشال سارماست) وتعني القديس المنتشي أو الصوفي الصادق والموثوق به وعطار السند والحافظ وحضره المرشد والفاروقي وساشو سارماست ويطلق عليه اتباعه لقب( سارتاج أوس شوارا ) والذي تعني تاج الشعراء.

## الشِعْرٌ
بدأ ساشال سارماست كتابة الشعر في سن 15 عامًا واستمر في كتابة الشعر حتى بلغ 75 عامًا تقريبًا. في الواقع، لا يوجد شاعر من السند كتب هذا العدد من القصائد بلغات مختلفة. التقليد العام هو أنه في نهاية حياته، أهدر ساشال سارماست جزءًا كبيرًا من خطابة بفكرة أن الناس لن يتمكنوا من فهمه وسيتم تضليلهم. وفقًا لبحث الباحث الشهير ميرزا علي قالي بيج، ترك ساشال راماست مجموعة من القصائد تبلغ 9،36،606 عند وفاته. هذه المجموعة من الكلمات متاحة في شكل كتب منشورة وغير منشورة. بعد هذا الحادث (أي بعد أن جرف النهر الكلمات)، كل القصائد التي وصلت إلينا، عندما تعرض الطالب للضرب وكان كارا يعزف لحناً في رأسه، فقد وعيه وذهب إلى تركيا، بدلاً من ذلك، وكانوا يشرحون معاني ومتطلبات وحدة الوجود وأسرار وأسرار القصيدة، وكان المستمعون والحاضرون يكتبون القصائد بركات ظلت تنتقل من الصدر إلى الصدر وتنتشر في دائرة أوسع. ويدعم هذه الفكرة أيضًا أنه بالإضافة إلى ديوان الأولال، تتوفر 7 مانويان من ساشال باللغة الفارسية، نسخة منها احتفظ بها السادات الموسوي في روحري والأخرى لدى البروفيسور عطا محمد حمي في خيربور، أكد شعره على حقيقة العشق لأنه كان مؤمنًا متحمسًا بوحدة الوجود. ويمكن للمرء أن يشعر في شعره أنه يؤمن بقوة بالتسامح../ بين الأعراق والطوائف والأجناس.
كان المجموعة الأولى من قصائد ساشال كتبها آغا صوفي. طُبع هذا العمل لأول مرة عام 1933 في منطقة سيكاربور بمقاطعة السند. وشمل هذا العمل سيرة ساشال وتحليلاً نقدياً لفلسفته وشعره. تقدم الفصول الأولية تحليلاً مقارنًا لشعر الشاه عبد اللطيف بهيتا وساشال سارماست. لاحظ أن الشاه عبد اللطيف بهيتا عالم وشاعر صوفي السند، ويعتبر ان ساشال سارماست أعظم شاعر مسلم كتب الشعر باللغة السندية. يقدم الفصل الأول مقدمة للصوفية والفيدانتا، ويقدم الفصل الثاني سيرة ساشال الذاتية، ويقدم الفصل الثالث شرحًا للأدوار الموسيقية والراجات المستخدمة في شعر ساشال. ثم جاء في الفصل الرابع مجموعة أشعار ساشال، وفي الفصل الخامس قاموس وتعليقات كان ساشال سارماست أيضًا خبيرًا في. لديه اهتمام كبير بالموسيقى الصوفية. في بعض الأحيان في المرض كما أصبحوا أصحاء بالشرب. لم يكن مهتمًا بالاستماع إلى الموسيقى الصوفية فحسب، بل كان أيضًا مهتمًا بشدة بهذا الفن كانوا مألوفين. في كثير من الأحيان كان هناك تامبورا في متناول اليد لقد أمضى معظم حياته يعلم أن جميع البشر، على اختلاف أديانهم وألوانهم وجماعاتهم، وما إلى ذلك، مرتبطون معًا بالحب الإلهي
شاه عبد اللطيف بهتائي اعتبر ساشال سارماست أبرز شاعر اللغة السندية. هناك جمال في شعر شاه عبد اللطيف بهتائي، ولكن هناك مجد في شعر ساشال سارماست، ومن المؤكد أنه كان عالقا في نفس الشبكة واللون، ويبدو أنه يزول. إن تعدد ألوان البشر وأشكالهم موجود في وحدة الوجود، وبهذا المعنى، الطائفة والطائفة العليا والدنيا والطبقة والمعتقد بين الناس. البشر متساوون لأن الموج والمحيط لهما نفس الأصل. إن خطاب رامست لا يعتبر مقيدا بحدود الزمان والمكان، ولكنه وصل إلى حدود الدين والأمة، والوطن والوطن واللغة، وبشر بهذا التعليم الشامل الذي تحتاجه كل دولة وأمة في العالم. وبحسب ساشال سارماست، فهو في وسط الإنسان، وقد ألبسته روح العاشق والمحبوب ثوب الشر، وهو بهذا المعنى عبرة. البروفيسور عطا محمد حمي في مجموعته "منصور ساني: حضرة ساشال سارماست" آب طارق هو فعل غير شعبي. اعتقاده هو مجرد ري مجاب أو بعبارة أخرى السلام والحب هو أساس الوحدة والأشياء الروحية. لذلك ساشال سارماست ما رآه وفي التعليق على شعره، كتب ما يلي: قبل حضرة ساشال سارماست، كان الشعر السندي بدائيًا فقط وكان يعتمد على الواي أو القهوة. قام ساشال سارماست بأعمال زراعته وتزهيره. ساشال سارماست هو الشاعر الأول الذي جعل قصة هير رانجها موضوع شعره وأضاف قيمة كبيرة للأدب السندي. وقد تم تلطيفهم، حيث اختبروا نوع الكلام.

### الشعر في الأردية
الشعر ساشال سارماست هو زعيم واحة السند كالار جول، وبصرف النظر عن هاتين اللغتين، فقد ألف ما يقرب من 10 آلاف قصيدة باللغتين الأردية والفارسية، منها تم نشر مجموعة من الغزليات من قبل مؤسسة في السند قبل قاسم هندوستان تحت عنوان "ديوان الأولاد" تحتوي على عدة مئات من الغزليات الفارسية و70 غزل أوردو، 60. وبصرف النظر عن هذا، فقد نشر المجلس الأدبي السندي (كراتشي) أيضًا مجموعة سيريكي كلام لثيمب سارماست، أضيف فيها أيضاً خمسون غزلاً أردوياً، هناك ولكن أغلبها هي التي نشرت في ديوان الأولال قبل ذلك، لأن حوالي خمسمائة قصيدة من مثل هذه الغزالات الأردية لقد برزت إلى الواجهة.

### الشعر الفارسي
باستثناء كلمات ساشال غير المنشورة باللغة الفارسية، فقد نُشرت العديد من غزلاته في ديوان الأولياء، رغم عدم وجود سمة مميزة خاصة به من حيث الموضوعات واللغة والإيرانيات التي اعتبرها الشاعر من أهمها. شعراء بلادي ايسين الفرس ليسوا موجودين هنا ليس شيئا واحدا فقط بل صفة عظيمة جدا هو الشاعر الذي اعتاد فعل السندية والسندية ليلا ونهارا وهو أيضا شاعر هاتين اللغتين وهو أبو الفضل اللامي وأبو الفضل الفيضي: مثل مكسي، لم تكن اللغة الفارسية مفضلة تحت أي ضرورة بلاطية ولم تكن اللغة الفارسية هي اللغة الأم له أو لأسلافه، ومع ذلك اختار ساشال اللغة كلغة أجنبية لمجرد أن اللغة الفارسية كانت تعتبر لغة علمية في ذلك الوقت. وكان من المعتاد أن يلقي آلاف القصائد، في حين أن الكثير من القصائد لا توجد حتى في كتب بعض الشعراء. دراسة العلوم سيشيل مخمور بالنظر إلى وحدة النبي علاقات اقرأ المزيد: وحدة الوجود ساشال سارماست كان من أتباع وحدة الوجود. كان يكتب بأشعاره السندية والساريكي والأردية والفارسية. لقد كان دور الجنس البشري. كان يعمل في NCV2 وهو كذلك التذكير بعظمة ومكانة وواقع آزاد هود حتى يتمكن من إثبات أنه يستحق أن يكون خليفة السند لخالق الكون بالمعنى الحقيقي. وارتبط ساشال سارماست بعقيدة التوحيد في الصوفية. ووفقاً لهذه العقيدة والمذهب فإن قرب الله تعالى ونوره يشمل الكون كله، ومركز الصفات الإلهية هو الإنسان فقط، وهو شرح أحسان القلم ومسجد الملائكة والذي نفخ فيه الله تعالى من نفخته. روح. كان ساشال سارماست تجسيدًا للحب واعتبر الحب هبة إلهية. وبحسب ساشال سارماست فإن الإنسان قد نسي حقيقة الوحدة وعظمته بسبب جهله وجهله ودويه (المشاركة مع الآخر) الذي بسببه يعيش حياة الذل مقيداً في قيود العبودية والمهانة. إلا أن فيه إحدى عشرة صفة كانت الملكة تعبده من أجلها. الجهل في التعبير عن وحدة الوجود. كل من يسمون بعلماء السند أصدروا عليك فتوى بالكفر. لكنهم لم يستطيعوا إفسادك بسبب حكام تالبور. كونه واعظًا نشطًا لأفكار وحدة الأجودي، يُشار إليه أيضًا باسم "منصور ساني" في إشارة إلى منصور الحلاج
عندما ولد ساشال سارماست عام 1739، كانت اللغة الأردية في ذلك الوقت تحدد الأهداف الأولية للإصلاح والحضارة. بدأ ساشال في كتابة القصائد حوالي عام 1754. بحلول ذلك الوقت، كان والي ديلني قد توفي، وكان إنعام الله خان في آخر فترة إيمانه، وبدأت مناقشة شعر قائم تشاندبوري وخواجا مير دارد ومير تقي مير. بدأ نذير أكبر آبادي الشعر وكان راساخ عظيم آبادي لا يزال يدرس التدريس الابتدائي في المدرسة. واضعين كل هذه الحقائق التاريخية أمامنا، عندما نتفحص طبيعة ساشال، نرى فيها النفي والتأكيد، والفناء والبقاء، والحلال وقل إن الحق ووحدة الوجود، فعلينا أن نعترف بأن ساشال يستحق أن يُدرج في مصاف هؤلاء الأسلاف الذين رفعوا مكانة هذا النوع من الكلام من خلال إدراج اللاهوت والأخلاق كموضوع دائم في الشعر الأردية. ولكن في نفس الوقت فإن لساشال أيضا سمة مميزة وهي أنه تأثر بالجو العام لشعر عصره وفي غزله لم يترك مكانا للهراء والسطحية في غزله. وفضلاً عن ذلك، فإن أسلوب المواعظ والمواعظ للإصلاح الاجتماعي في الغزال، والذي ازدهر في عهد مولانا هالي، كان حاضراً في شكل عنصر بارز في شعر ساشال قبل وقت طويل من مولانا هالي.

## نَسَبُهُ وَاسْمُهُ الكامِلُ

### نسبه
يُذكر ان ساشال سارماست ان نسبه يعود للخليفة الثاني للإسلام عمر بن الخطاب وانه من العرب في الهند.

### اسمه الكامل
الحافظ عبد الوهاب سهل بن صلاح الدين بن محمد الحافظ الملقب صاحب نه بن عبد الوهاب بن محمد الحافظ بن عبد الوهاب بن شرف الدين بن موسى بن حافظ علم الدين بن شهاب الدين بن سليمان بن أبو سعيد بن نور الدين بن محمود بن أبو محمود بن أبو ساه بن محمد إسماعيل بن محمد يوسف بن سليمان بن محمد بن أحمد بن برهان الدين بن عبد العزيز بن عبد الوهاب بن عبد المطلب بن برهان الدين بن أحمد بن عبد الله بن يونس بن محمد إسحاق بن عبد اللطيف بن محمد باقر بن محمد بن شهاب الدين بن عبد العزيز بن عبد الله بن عمر بن الخطاب بن نفيل بن عبد العزى بن رياح بن عبد الله بن قرط بن رزاح بن عدي بن كعب بن لؤي بن غالب بن فهر بن مالك بن النضر وهو قريش بن كنانة بن خزيمة بن مدركة بن إلياس بن مضر بن نزار بن معد بن عدنان.

## وِلادَتِهِ وَحَياتِهِ مُنْذُ الصِّغَرِ
ولد ساشال سارماست عام 1739 باسم عبد الوهاب بن صلاح الدين الفاروقي بالدرازة. كما كان له العديد من الأسماء الأخرى مثل ساشال. كتب الشعر بسبع لغات معظمها باللغة السندية. وقد استخدم هذا الاسم المستعار في شعره. ساتشو تعني صحيح. ساشال سارماست تعني حرفياً الصوفي الحقيقي. توفي والد سارماست عندما كان طفلاً. قام عمه بير خواجة عبد الحق الأول بتربيته فيما بعد، والذي أصبح أيضًا مرشده الروحي، ويقال أنه لم يغادر درزة قط، وهي الولاية في ذلك الوقت. تم أداء أعمال ساشال الشعرية من قبل مطربين محليين في السندية وساشال سارماست ضريح ساشال سارماست عمل. غنت ساريكي. وضريحه في قرية الدرزة القريبة رانيبور، منطقة خيربور، السند، باكستان

## زواجَةٌ
كان ساشال سارماست متزوجا من ابنة عمه التي كانت ابنة ميان عبد الحق. عاشت زوجته لمدة عامين فقط وتوفيت ولم ينجب لها أطفالًا، لذلك لم يتزوج ساشال فيما بعد. لذلك، حتى اليوم لا يوجد أطفال بيولوجيون لساشال سارماست. وفقًا للتقاليد المختلفة، يقال أن ابنًا اسمه نياز علي ولد من هذه المرأة. وفي بعض المصادر، يُكتب اسم هذا الصبي باسم علي. هذا توفي طفل في سن مبكرة

## الوَفاةُ وَالضَّرِيحُ

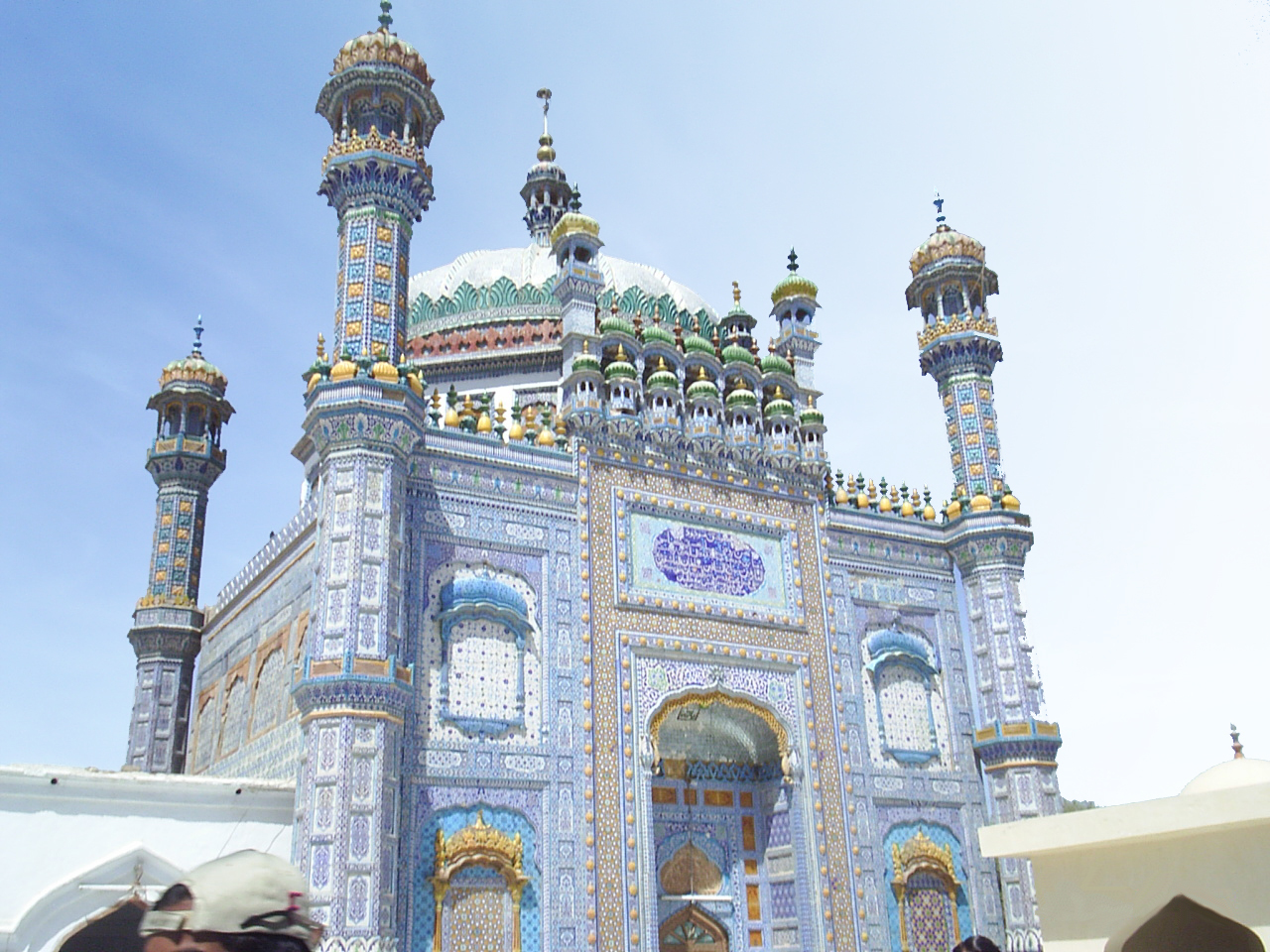
مقام حضرة ساشال سارماست

توفي الشاعر ساشال سارماست في عام 1827م في السند في باكستان وتم عمل ضريح كبير له.

## اُنْظُرْ أَيْضًا
- شاه عبد اللطيف بهتائي
- فريد الدين العطار
- جلال الدين الرومي

## المَصادِرُ
1. ↑  "Shrine of Sachal Sarmast, Khairpur - Heritage of Sindh". مؤرشف من الأصل في 2023-10-03.
2. ↑  "Sachal Sarmast advocated for the beauty of Sindh". 26 ديسمبر 2019. مؤرشف من الأصل في 2023-09-11.
3. ↑  "Sachal Sarmast – A Sufi Saint of Sindh -". مؤرشف من الأصل في 2023-09-08.
4. 1 2  "Sachal Sarmast's shrine — a symbol of interfaith harmony - Daily Times". مؤرشف من الأصل في 2023-09-08.
5. 1 2  "Sindhishaan - Some Masterpieces I". مؤرشف من الأصل في 2022-09-29.
6. 1 2  "Sufism and vernacular knowledge in Sindh". مؤرشف من الأصل في 2023-10-03.
7. ↑  "The Sufi Sachal Sarmast's Message of Love". مؤرشف من الأصل في 2022-01-16.
8. ↑  "Sufism In Sindh :: sachal-sarmast". مؤرشف من الأصل في 2023-09-08.
9. ↑  "Sachal Sarmast Biography | Poet". مؤرشف من الأصل في 2020-09-29.
10. ↑  "Hazrat Sachal Sarmast r.a". مؤرشف من الأصل في 2021-04-17.
11. ↑  "Sachal Sarmast - Muslim/Sufi - Poetry, Biography, Books". مؤرشف من الأصل في 2022-01-25.